# Giles Milton
Giles Milton (* 15. ledna 1966 Buckinghamshire) je britský novinář a spisovatel, zaměřující se na narativní historii. Přispívá do řady anglických i zahraničních časopisů a novin. Publikoval řadu prací, včetně několika přeložených do češtiny.

## Život a dílo
Narodil se v Buckinghamshire, univerzitu navštěvoval v Bristolu. Žije střídavě mezi Londýnem a Burgundskem. Je ženatý s ilustrátorkou Alexandrou Miltonovou, se kterou mají tři dcery. Je členem správní rady London Library.
Nejvíce se proslavil bestsellerem The Nutmeg War (1999), epickým příběhem (vysílaným BBC One) o boji mezi Angličany a Holanďany o kontrolu nad světovými dodávkami muškátového oříšku na počátku 17. století. Následovaly tři další historické příběhy: The Queen's Adventurers, Samurai William a Captives in Barbary, věnované prvním anglickým expedicím do Virginie, na Dálný východ a Maghrebu, ve kterých zkoumal kořeny evropského kolonialismu v 17. a 18. století. Tyto jeho první knihy vycházely z nepublikovaných zdrojů (deníky, cestovní deníky a korespondence) a také z oficiálních archivů (zejména Britské Východoindické společnosti, vedených v Britské knihovně) nebo z cestopisných sborníků sestavených v 16. století Richardem Hakluytem a Samuelem Purchasem.
Jeho pozdější eseje se vyznačují návratem do 20. století: V knize Paradise Lost (2008) zkoumal islámské vyplenění Smyrny v roce 1922 a vzestup intolerance. Zde se inspiroval z cestovních deníků a osobní korespondence smyrenských křesťanů. Esej Wolfram: The Boy Who Went to War (2012) je popisem každodenního života mladého Němce zařazeného do wehrmachtu na konci druhé světové války. Dílo Russian Roulette (2013) představuje skupinu britských agentů bojujících mezi Moskvou, Petrohradem a Taškentem v měsících následujících po říjnové revoluci proti Sovětům. Zdroje k tomuto dílu získal z nepublikovaných zdrojů, které objevil v archivech indické tajné zpravodajské služby. Kniha Fascinating Footnotes from History (2015) je směsicí anekdot o „malé historii“, vyšla původně jako čtyři samostatné e-knihy: When Hitler Took Cocaine, When Stalin Robbed a Bank, When Lenin Lost His Brain a When Churchill Slaughtered Sheep.
Také další knihy popisují dějiny 20. století. Kniha Churchill's Ministry of Ungentlemanly Warfare (2016) vypráví příběh o odbornících Winstona Churchilla na sabotáž a partyzánskou válku, šesti mužích, kteří plánovali všechny nejodvážnější útoky za nepřátelskými liniemi druhé světové války. Práce D-Day: The Soldiers' Story (2018) se věnuje operaci Overlord, vypráví události 6. června 1944, a to prostřednictvím příběhů přeživších ze všech bojujících stran: dospívajících spojeneckých branců, německých obránců a francouzských odbojářů. I zde použil informace z původního zdrojového materiálu, deníků a ústních rozhovorů s pamětníky.